# Dichondra microcalyx
Dichondra microcalyx és una espècie de planta del gènere Dichondra, dins la família convolvulàcia.

## Descripció
És una planta decumbent originària d'Amèrica del Sud, perennifòlia i de ràpid creixement. Fa d'1 a 5 cm d'alt. Les seves tiges són curtes i molt ramificades. Les fulles són simples alternades amb forma de ronyó o d'orella fan d'1 a 3,5 cm de diàmetre. Les flors són blanques aïllades i oc vistoses amb un diàmetre de 5 mm.